# 马扎诺罗马诺
马扎诺罗马诺（義大利語：Mazzano Romano），是意大利拉齐奥大区罗马首都广域市的一个市镇。总面积28.84平方公里，人口2993人，人口密度103.8人/平方公里（2009年）。ISTAT代码为058058。